# Nidże
Nidże także Woras (maced. Ниџе, gr. Βόρας) – pasmo górskie na Półwyspie Bałkańskim. Ciągnie się wzdłuż granicy Macedonii Północnej z Grecją z południowego zachodu na północny wschód na długości około 20 km. Na północnym wschodzie, wzdłuż granicy, dochodzi do pasm Kozjak i Kożuf. Od zachodu ogranicza je dolina Pelagonii, za którą znajduje się pasmo Baba, a od wschodu dolina Moglena. 
Najwyższym szczytem pasma jest Kajmakczałan (2521 m), na którym znajduje się mała kaplica, zbudowana w 1921 roku, poświęcona pamięci tysięcy serbskich żołnierzy, którzy zginęli w tym rejonie w czasie jednej z ważniejszych bitew (zwanej bitwą pod Dobro Polem) kampanii serbskiej (front salonicki) podczas I wojny światowej.
Inne ważniejsze szczyty to Nidże (2360 m), Monastiri (2151 m), Starkow Grob (1876 m) Sokol (1822 m) i Dobro Pole (1700 m).
Pasmo zbudowane jest z łupków paleozoicznych, granitów i wapieni. Znajduje się w dużej odległości od terenów zamieszkałych i charakteryzuje się prawie nietkniętą przyrodą. Dolną część pasma pokrywają lasy sosnowe. Zamieszkują je m.in. wilki, niedźwiedzie brunatne, dziki, jelenie, żbiki, a z ptaków m.in. orły przednie, sokoły i sępy.
Po południowej stronie pasma znajduje się duży grecki ośrodek narciarski.
Głównymi miastami w pobliżu pasma są Edesa w Grecji i Bitola w Macedonii Północnej.

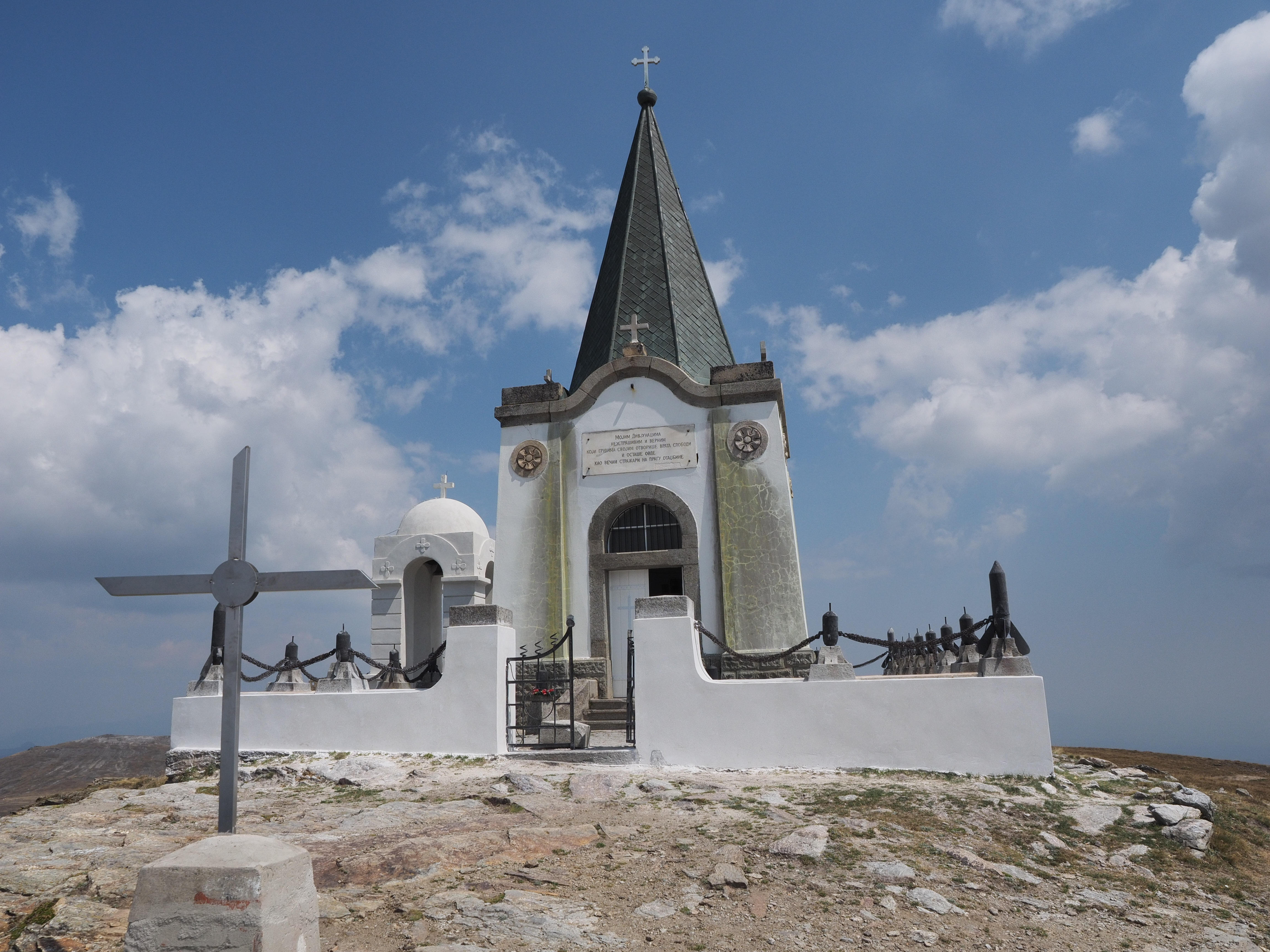
Kaplica na szczycie Kajmakczałan